# Robert Geantă
Robert Mihai Geantă (sinh ngày 7 tháng 4 năm 1997) là một cầu thủ bóng đá người România thi đấu ở vị trí thủ môn cho Metaloglobus București. Geantă cũng thi đấu cho đội bóng Ý Altamura tại Liga III cho Înainte Modelu.